# Regierung Jan Malypetr III
Die Regierung Jan Malypetr III war die vierzehnte Regierung der Tschechoslowakei in der Zeit zwischen den Weltkriegen. Sie war vom 4. Juni 1935 bis zum 5. November 1935 im Amt. Sie folgte der Regierung Jan Malypetr II und wurde ersetzt durch die Regierung Milan Hodža I.

## Kabinettsmitglieder
| Ressort                                                       | Name                | Amtszeit                        |
| ------------------------------------------------------------- | ------------------- | ------------------------------- |
| Ministerpräsident                                             | Jan Malypetr        | 4. Juni 1935 – 5. November 1935 |
| Außenminister                                                 | Edvard Beneš        | 4. Juni 1935 – 5. November 1935 |
| Innenminister                                                 | Josef Černý         | 4. Juni 1935 – 5. November 1935 |
| Finanzminister                                                | Karel Trapl         | 4. Juni 1935 – 5. November 1935 |
| Minister für Bildung und Kultur                               | Jan Krčmář          | 4. Juni 1935 – 5. November 1935 |
| Verteidigungsminister                                         | František Machník   | 4. Juni 1935 – 5. November 1935 |
| Justizminister                                                | Ivan Dérer          | 4. Juni 1935 – 5. November 1935 |
| Minister für Industrie, Handel und Gewerbe                    | Josef Václav Najman | 4. Juni 1935 – 5. November 1935 |
| Minister für die Eisenbahnen                                  | Rudolf Bechyně      | 4. Juni 1935 – 5. November 1935 |
| Minister für öffentliche Arbeiten                             | Jan Dostálek        | 4. Juni 1935 – 5. November 1935 |
| Landwirtschaftsminister                                       | Milan Hodža         | 4. Juni 1935 – 5. November 1935 |
| Sozialminister                                                | Jaromír Nečas       | 4. Juni 1935 – 5. November 1935 |
| Minister für Gesundheit und Sport                             | Ludwig Czech        | 4. Juni 1935 – 5. November 1935 |
| Minister für Post und Telegraphie                             | Emil Franke         | 4. Juni 1935 – 5. November 1935 |
| Minister für die Unifizierung von Gesetzgebung und Verwaltung | Jan Šrámek          | 4. Juni 1935 – 5. November 1935 |
| Minister ohne Portfolio                                       | Franz Spina         | 4. Juni 1935 – 5. November 1935 |

## Quelle
- Vláda Jana Malypetra III. (04.06.1935 - 05.11.1935). tschechische Regierung, abgerufen am 6. Oktober 2019 (tschechisch).